# Daniel Im
Daniel Jae Hong Im (Wayne, 5 april 1985) is een Amerikaanse golfer.
Im studeerde aan de UCLA van 2004 tot 2006. Hij speelde college golf en won onder meer:
- 2002: Anaheim City Golf Championship (-8)
- 2004: Southern Highlands Collegiate
- 2005: PAC-10 (-7)
- 2008: Empire Lakes Open

## Professional
Im werd professional in 2008 en kwalificeerde zich voor de Canadese PGA Tour. Hij won de Riviera Maya Classic, werd 2de bij de Seaforth Country Classic en verloor de play-off bij het Desjardins Montreal Open en eindigde als nummer 3 van de Order of Merit. Hij werd ook Rookie of the Year. 
In ging in 2012 naar de Europese Tourschool, hij haalde de Finals en kreeg een spelerskaart voor de Europese Challenge Tour van 2013. Hij staat in mei 2013 de top-700 van de wereldranglijst.

### Gewonnen
Canadian Tour
- 2008: Riviera Maya Classic,[1] Times Colonist Openpo

## Persoonlijk
Im werd in Californië geboren, maar zijn ouders gingen naar Korea terug toen hij drie jaar was. Tien jaar laten kwamen zij weer naar de Verenigde Staten. Zijn ouders gingen in Fullerton wonen, waar Im en zijn broertje Michael naar de La Miranda High School gingen. 